# Force India VJM03
Force India VJM03 — гоночный автомобиль с открытыми колёсами команды Force India на сезон 2010 Формулы-1. Презентация машины состоялась в интернете на официальном сайте команды 9 февраля 2010. На следующий день машина дебютировала на тестах в Хересе, Испания.

## История выступлений

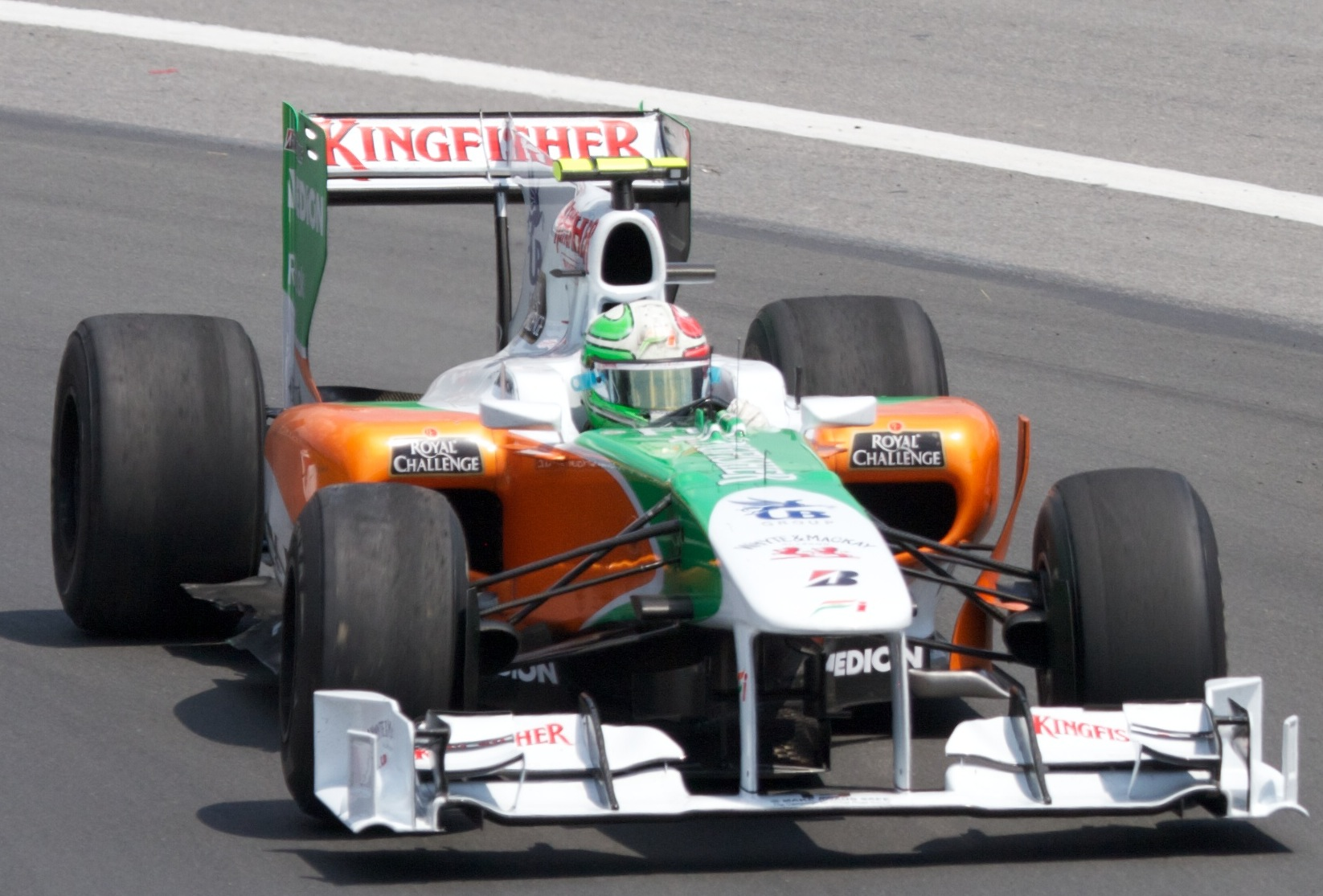
Витантонио Лиуцци за рулём VJM03 на Гран-при Канады 2010.

В квалификации первого этапа Витантонио Льюцци показал двенадцатое время, а его напарник Адриан Сутиль вышел в третий сегмент и квалифицировался десятым, оказавшись единственным пилотом, который использовал более жёсткий состав шин. На первом круге гонки Сутиль и Роберт Кубица столкнулись, но смогли продолжить участие в гонке и немец занял двенадцатое место, позади поляка. В то же время Льюцци смог принести первые в сезоне очки для команды, финишировав девятым.

## Результаты в чемпионате мира Формулы-1
| Легенда к таблице |                                                                    |
| --- | ------------------------------------------------------------------ |
| В таблице перечислены результаты всех Гран-при Формулы-1, в которых использовался автомобиль. Строками таблицы являются сезоны, столбцами — этапы чемпионата мира. В каждой клетке указаны сокращённое название этапа и результат, дополнительно обозначенный цветом. Расшифровка обозначений и цветов представлена в нижеследующей таблице. |                                                                    |
| \| Пример \| Описание \| \| ------------ \| ------------------------------------------------------------------ \| \| 1 \| Победитель \| \| 2 \| Второе место \| \| 3 \| Третье место \| \| 5 \| Финишировал, заработав очки \| \| Сход \| Не финишировал, но при этом заработал очки \| \| 12 \| Финишировал, не получив очков \| \| НКЛ \| Финишировал, но не попал в финальную классификацию \| \| 15 \| Участвовал вне зачёта, либо по отдельной классификации \| \| 18 \| Не финишировал, но попал в финальную классификацию \| \| Сход \| Не финишировал \| \| НКВ \| Не прошёл квалификацию \| \| НПКВ \| Не прошёл предквалификацию \| \| ДСК \| Дисквалифицирован \| \| ИСК \| Исключён из протокола соревнований \| \| ТТ \| Заявлен для участия только в тренировках \| \| НС \| Участвовал в квалификации, но не стартовал в гонке \| \| Т \| Травмирован или болен \| \| ОТК \| Отказ от участия \| \| НТР \| Прибыл на соревнования, но на трассу не выезжал \| \| НПР \| Был заявлен в числе участников, но не прибыл к началу соревнований \| \| О \| Соревнования отменены \| \| \| Не участвовал \| \| Поул-позиция \| \| \| Быстрый круг \| \| |                                                                    |
| Пример | Описание                                                           |
| 1 | Победитель                                                         |
| 2 | Второе место                                                       |
| 3 | Третье место                                                       |
| 5 | Финишировал, заработав очки                                        |
| Сход | Не финишировал, но при этом заработал очки                         |
| 12 | Финишировал, не получив очков                                      |
| НКЛ | Финишировал, но не попал в финальную классификацию                 |
| 15 | Участвовал вне зачёта, либо по отдельной классификации             |
| 18 | Не финишировал, но попал в финальную классификацию                 |
| Сход | Не финишировал                                                     |
| НКВ | Не прошёл квалификацию                                             |
| НПКВ | Не прошёл предквалификацию                                         |
| ДСК | Дисквалифицирован                                                  |
| ИСК | Исключён из протокола соревнований                                 |
| ТТ | Заявлен для участия только в тренировках                           |
| НС | Участвовал в квалификации, но не стартовал в гонке                 |
| Т | Травмирован или болен                                              |
| ОТК | Отказ от участия                                                   |
| НТР | Прибыл на соревнования, но на трассу не выезжал                    |
| НПР | Был заявлен в числе участников, но не прибыл к началу соревнований |
| О | Соревнования отменены                                              |
| | Не участвовал                                                      |
| Поул-позиция |                                                                    |
| Быстрый круг |                                                                    |

| Год  | Команда             | Мотор               | Шины | Пилоты | 1   | 2    | 3    | 4    | 5    | 6   | 7   | 8   | 9   | 10  | 11  | 12   | 13  | 14  | 15   | 16   | 17   | 18   | 19   | Место | Очки |
| ---- | ------------------- | ------------------- | ---- | ------ | --- | ---- | ---- | ---- | ---- | --- | --- | --- | --- | --- | --- | ---- | --- | --- | ---- | ---- | ---- | ---- | ---- | ----- | ---- |
| 2010 | Force India F1 Team | Mercedes FO 108X V8 | B    |        | БАХ | АВС  | МАЛ  | КИТ  | ИСП  | МОН | ТУР | КАН | ЕВР | ВЕЛ | ГЕР | ВЕН  | БЕЛ | ИТА | СИН  | ЯПО  | КОР  | БРА  | АБУ  | 7     | 68   |
| 2010 | Force India F1 Team | Mercedes FO 108X V8 | B    | Сутиль | 12  | Сход | 5    | 11   | 7    | 8   | 9   | 10  | 6   | 8   | 17  | Сход | 5   | 16  | 9    | Сход | Сход | 12   | 13   | 7     | 68   |
| 2010 | Force India F1 Team | Mercedes FO 108X V8 | B    | Льюцци | 9   | 7    | Сход | Сход | 15 † | 9   | 13  | 9   | 16  | 11  | 16  | 13   | 10  | 12  | Сход | Сход | 6    | Сход | Сход | 7     | 68   |

† Не финишировал, но был классифицирован, т.к. преодолел более 90% дистанции.